# Hilberts olikhet
Inom matematik är Hilberts olikhet en olikhet som säger att
{\displaystyle \left|\sum _{r\neq s}{\dfrac {u_{r}{\overline {u_{s}}}}{r-s}}\right|\leq \pi \displaystyle \sum _{r}|u_{r}|^{2}.}
för vilken som helst serie u1,u2,... av komplexa tal.